# Atkinson-Stiglitz-teoremet
Atkinson-Stiglitz-teoremet er et resultat indenfor økonomisk skatteteori. Det siger, at hvis nyttefunktionen er separabel mellem lønarbejde (eller alternativt dets modstykke fritid) og alle forbrugsvarer, er det unødvendigt at anvende indirekte skatter for at få et optimalt skattesystem, forudsat at regeringen kan anvende en ikke-lineær (f.eks. progressiv) indkomstskat. Resultatet blev offentliggjort i en skelsættende artikel af Joseph Stiglitz og Anthony Atkinson i 1976.
Atkinson-Stiglitz-teoremet anses generelt for at være et af de vigtigste teoretiske resultater indenfor offentlig økonomi og har givet anledning til en omfattende litteratur, der nærmere har afgrænset, under hvilke betingelser sætningen er korrekt, f.eks. Saez (2002), der viste, at Atkinson–Stiglitz-resultatet ikke holder, hvis husholdningerne har heterogene snarere end homogene præferencer.
I praksis er Atkinson–Stiglitz-teoremet ofte blevet brugt i debatten om optimal kapitalindkomstbeskatning: Fordi en kapitalindkomstskat kan fortolkes som en beskatning af fremtidigt forbrug, der overstiger beskatningen af nuværende forbrug, siger resultatet i så fald, at en regering bør afholde sig fra kapitalindkomstbeskatning, hvis ikke-lineær beskatning af arbejdsindkomst er en mulighed. Ifølge teoremet vil kapitalindkomstbeskatning, da ikke give nogle fordelingsmæssige fordele, i forhold til den ikke-lineære skat på arbejdsindkomst, men blot medføre en ekstra forvridning af opsparingsbeslutningen.